# Rötsweiler-Nockenthal
Rötsweiler-Nockenthal ist eine Ortsgemeinde im Landkreis Birkenfeld in Rheinland-Pfalz. Sie gehört der Verbandsgemeinde Birkenfeld an.

## Geografie
Die Gemeinde besteht aus den Ortsteilen Nockenthal und Rötsweiler. Nockenthal liegt am Fleischbach, Rötsweiler am Aschbach. Im Osten befindet sich Idar-Oberstein.

## Geschichte
Nockenthal wurde 1324 als Nockendail erstmals urkundlich erwähnt, Rötsweiler im Jahr 1429 als Rezwiler.
Beide Orte gehörten bis zum Ende des 18. Jahrhunderts zur Hinteren Grafschaft Sponheim. Nockenthal war namengebend für einen „Pflege“ genannten und dem Oberamt Birkenfeld unterstellten Verwaltungs- und Gerichtsbezirk. Zur Pflege Nockenthal gehörten auch die Dörfer Oberbrombach, Rötsweiler (damals Retsweiler), Sonnenberg und Winnenberg. Im Jahr 1607 lebten neun Familien in Nockenthal, 1699 war der Ort unbewohnt und 1772 waren es 14. In Rötsweiler wurden im Jahr 1607 sieben, 1699 fünf und 1772 15 Familien gezählt. Im Jahr 1790 hatten beide Dörfer zusammen 101 Einwohner.
Im Jahr 1794 wurde das Linke Rheinufer von französischen Revolutionstruppen eingenommen. Von 1798 bis 1814 gehörten beide Orte zum Kanton Birkenfeld im Saardepartement. Aufgrund der auf dem Wiener Kongress (1815) getroffenen Vereinbarungen kam die Region 1817 zum oldenburgischen Fürstentum Birkenfeld. Beide Gemeinden waren der Bürgermeisterei Niederbrombach im Amt Birkenfeld zugeordnet. Von 1918 an gehörten sie zum oldenburgischen „Landesteil Birkenfeld“. 1933 erfolgte die Zusammenlegung der beiden bis dahin eigenständigen Gemeinden. Nach der Auflösung des Landesteils Birkenfeld kam Rötsweiler-Nockenthal 1937 zum preußischen Landkreis Birkenfeld. Seit 1946 ist die Gemeinde Teil des Landes Rheinland-Pfalz.
Bevölkerungsentwicklung
Die Entwicklung der Einwohnerzahl von Rötsweiler-Nockenthal, die Werte von 1871 bis 1987 beruhen auf Volkszählungen:
| Jahr | Einwohner |
| ---- | --------- |
| 1815 | 161       |
| 1835 | 163       |
| 1871 | 181       |
| 1905 | 230       |
| 1939 | 285       |
| 1950 | 329       |
| 1961 | 361       |

| Jahr | Einwohner |
| ---- | --------- |
| 1970 | 403       |
| 1987 | 565       |
| 1997 | 539       |
| 2005 | 511       |
| 2011 | 477       |
| 2017 | 472       |

## Politik

### Gemeinderat
Der Gemeinderat in Rötsweiler-Nockenthal besteht aus acht Ratsmitgliedern, die bei der Kommunalwahl am 9. Juni 2024 in einer Mehrheitswahl gewählt wurden, und der ehrenamtlichen Ortsbürgermeisterin als Vorsitzender.

### Bürgermeister
Angelina Huber wurde am 9. Juli 2024 Ortsbürgermeisterin von Rötsweiler-Nockenthal. Bei der Direktwahl am 9. Juni 2024 war sie als einzige Bewerberin mit einem Stimmenanteil von 75,4 % für fünf Jahre gewählt worden.
Hubers Vorgänger Joachim Rothfuchs hatte das Amt am 8. Juli 2019 übernommen. Da bei der Direktwahl am 26. Mai 2019 kein Bewerber angetreten war, erfolgte die Neuwahl gemäß Gemeindeordnung durch den damaligen Rat. Rothfuchs Vorgänger Hans-Dieter Kappler hatte das Amt seit 2004 ausgeübt, war 2019 aber nicht erneut angetreten.

## Wirtschaft und Infrastruktur
Durch den Ort verläuft die Bundesstraße 41, die im Süden zur Bundesautobahn 62 führt. In Idar-Oberstein ist ein Bahnhof der Bahnstrecke Bingen–Saarbrücken.

## Persönlichkeiten
- Bernhard „Bernd“ Cullmann (* 1949 in Rötsweiler), ehemaliger Fußballspieler; 1974 Weltmeister und 1980 Europameister